# Bridok
La rivière Bridok (en ukrainien : Брідок) est un cours d'eau d'Ukraine et un affluent droit de la Seret, dans le bassin hydrographique du Dniestr.

## Géographie
La Bridok arrose l'oblast de Ternopil, dans l'ouest de l'Ukraine. Elle se jette dans la Seret dans le village de Boutsniv. Elle est longue de 18 km et draine un bassin de 85 km2. Sa pente est de 3,2 m/km. 